# Pifferari

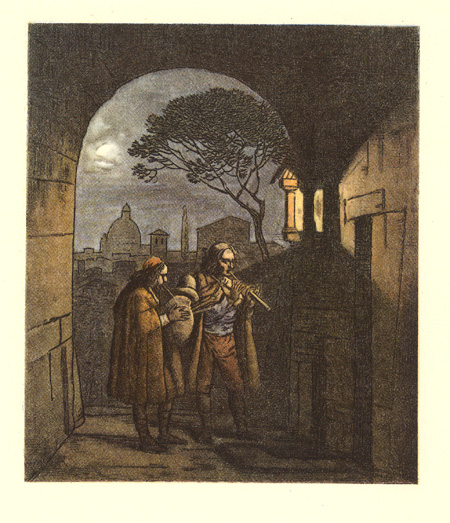
Franz Catel. Feder und Aquarell, um 1835

Pifferari (Singular pifferaro) ist eine ältere italienische Bezeichnung für die Hirten aus der Campagna, die um die Weihnachtszeit nach Rom kamen und dort vor den Marien-Bildern musizierten. Die heutige italienische Bezeichnung für „Pfeifenbläser“ lautet pifferai (Singular pifferaio).
Als Pifferari gelten die Hirten aus dem Volskergebirge und den Abruzzen, „welche in der Adventszeit ehedem nach Rom kamen, um hier vor den Marienbildern an den Straßenecken mit ihrer wunderlichen Schalmei (piffero), mit Dudelsack (zampogna) und monotonem Gesang zu musizieren. Ihre Lieder und Weisen sind uralt; nach jedem Vers folgt ein Adagio, an dessen Schluss der Piffero mit schrillem Triller einfällt. Die Pifferari, gewöhnlich ein Alter mit Kragenmantel, Spitzhut und dem Dudelsack und ein schwarzlockiger, in ein Fell gehüllter Junge mit der Schalmei, beide Sandalen tragend, gehörten zu den malerischsten Gestalten Roms“ (Meyers Konversationslexikon, 4. Aufl. 1885–1892, hier Bd. 13). 
Die Pifferari, ein fester Bestandteil des römischen Volkslebens, sind oft beschrieben und bildlich festgehalten worden. Die Komponisten Hector Berlioz und Leopold Weninger ließen sich durch die altertümliche Musik der Hirten musikalisch anregen. Siehe auch Pastorale.